# Treasure (飛輪海の曲)
「Treasure」（トレジャー）は、2008年8月20日にポニーキャニオンからリリースされた台湾の4人組アイドル・飛輪海（フェイルンハイ）の日本での2ndシングルである。

## 概要
1stシングル『Stay with you』から約3ヶ月ぶりのリリース。夏に相応しいアップ・テンポの表題曲「Treasure」は日本語オリジナル楽曲であり、フジテレビ系ドラマ『志村屋です。』と『なべあちっ!』のエンディングテーマであり、テレビ神奈川と千葉テレビ放送『ひるたま』のエンディングテーマでもある。カップリング曲「Crush on you 〜君に夢中 (日本語ヴァージョン)〜」はデビュー・アルバム『飛輪海』収録の名バラード「君に夢中」（中国語版：「愛到」）の日本語バージョンである。
販売形態は初回限定盤A（PCCA-02721）、初回限定盤B（PCCA-70221）と通常盤（PCCA-70222）の3種リリースで、初回限定盤Aには表題曲「Treasure」のビデオ・クリップと握手会イベント映像を収録したDVDと、初回限定盤Bにはオールカラー20Pのミニ写真集が付属されている。 

## 批評
CDジャーナルは、「ミディアム・テンポな旋律に胸キュンなリリックをちりばめた、飛び出せ青春ラブ・ソング。」と評した。

## 収録内容
CD
1. Treasure [4:48]
作詞・作曲：Shintaro Tanabe、編曲：NATABA、コーラスアレンジ：Shintaro Tanabe
フジテレビ系『志村屋です。』エンディング・テーマ
フジテレビ系『なべあちっ!』エンディング・テーマ
テレビ神奈川、千葉テレビ放送『ひるたま』エンディング・テーマ
2. Crush on you 〜君に夢中 (日本語ヴァージョン)〜 [3:50]
作詞：仁科薫理、作曲：Michael Lin、編曲：神津裕之
3. Treasure (Instrumental) [4:48]
4. Crush on you 〜君に夢中 (日本語ヴァージョン)〜 (Instrumental) [3:48]

DVD（初回限定盤Aのみ）
1. 「Treasure」VIDEO CLIP
2. 「新しい巣 (08/02/24握手会イベントver.)」VIDEO CLIP
3. 「君のために存在する (08/02/24握手会イベントver.)」VIDEO CLIP